# TRUCK-ONE
株式会社TRUCK-ONE（トラックワン）は、山口県下松市に本社を置く中古商用車の販売・買い取りを行う会社。福岡証券取引所Q-Board市場上場銘柄のひとつである（証券コードは3041）。

## 沿革
沿革
- 1990年1月 - 山口県徳山市（現 周南市）に中古商用車販売を事業目的とした有限会社オガワ自販を設立。
- 1994年12月 - 株式会社オガワ自販に組織変更。
- 1997年1月 - 本社を山口県下松市へ移転。商用車オークション販売を開始。
- 2001年12月 - 「トラック買取センター」の名称で商品車両の買取開始。
- 2003年4月 - ニュージーランドを主要市場として、海外販売事業開始。
- 2005年4月 -冷凍車に特化したレンタル事業開始。
- 2005年6月 - 株式会社TRUCK-ONEに商号変更。
- 2006年8月8日 - 福岡証券取引所Q-Board市場へ上場。